# Belleville (Arkansas)
Belleville – miasto w Stanach Zjednoczonych, w stanie Arkansas, w hrabstwie Yell.